# Atropoides indomitus
Espèce
Statut de conservation UICN

 EN B1ab(iii) : En danger
Atropoides indomitus est une espèce de serpents de la famille des Viperidae.

## Répartition
Cette espèce est endémique du Honduras.

## Description
C'est un serpent venimeux.

## Publication originale
- Smith & Ferrari-Castro, 2008 : A new species of jumping pitviper of the genus Atropoides (Serpentes: Viperidae: Crotalinae) from the Sierra de Botaderos and the Sierra La Muralla, Honduras. Zootaxa, n. 1948, p. 57–68.